# Ceylan aux Jeux olympiques d'été de 1948
Ceylan participe aux Jeux olympiques d'été de 1948 à Londres. Il s'agit de la première participation du pays à des Jeux olympiques d'été. Sa délégation est composée de 7 athlètes répartis dans 2 sports et son porte drapeau est Duncan White. Au terme des Olympiades, la nation se classe 28e ex æquo avec l'Espagne, Trinité-et-Tobago et Cuba avec 1 médaille d'argent chacun. 

## Liste des médaillés srilankais

### Médailles d'or
Aucun athlète srilankais ne remporte de médaille d'or durant ces JO.

### Médailles d'argent
| Sport                  | Discipline     | Sportifs     | Performance |
| Médailles d'argent : 1 |                |              |             |
| Athlétisme             | 400m haies (H) | Duncan White |             |

### Médailles de bronze
Aucun athlète srilankais ne remporte de médaille de bronze durant ces JO.